# Dahlia melanica
Dahlia melanica är en fjärilsart som beskrevs av Bethune-Baker 1908. Dahlia melanica ingår i släktet Dahlia och familjen nattflyn. Inga underarter finns listade i Catalogue of Life.